# Reinaldo Javier García Mallea

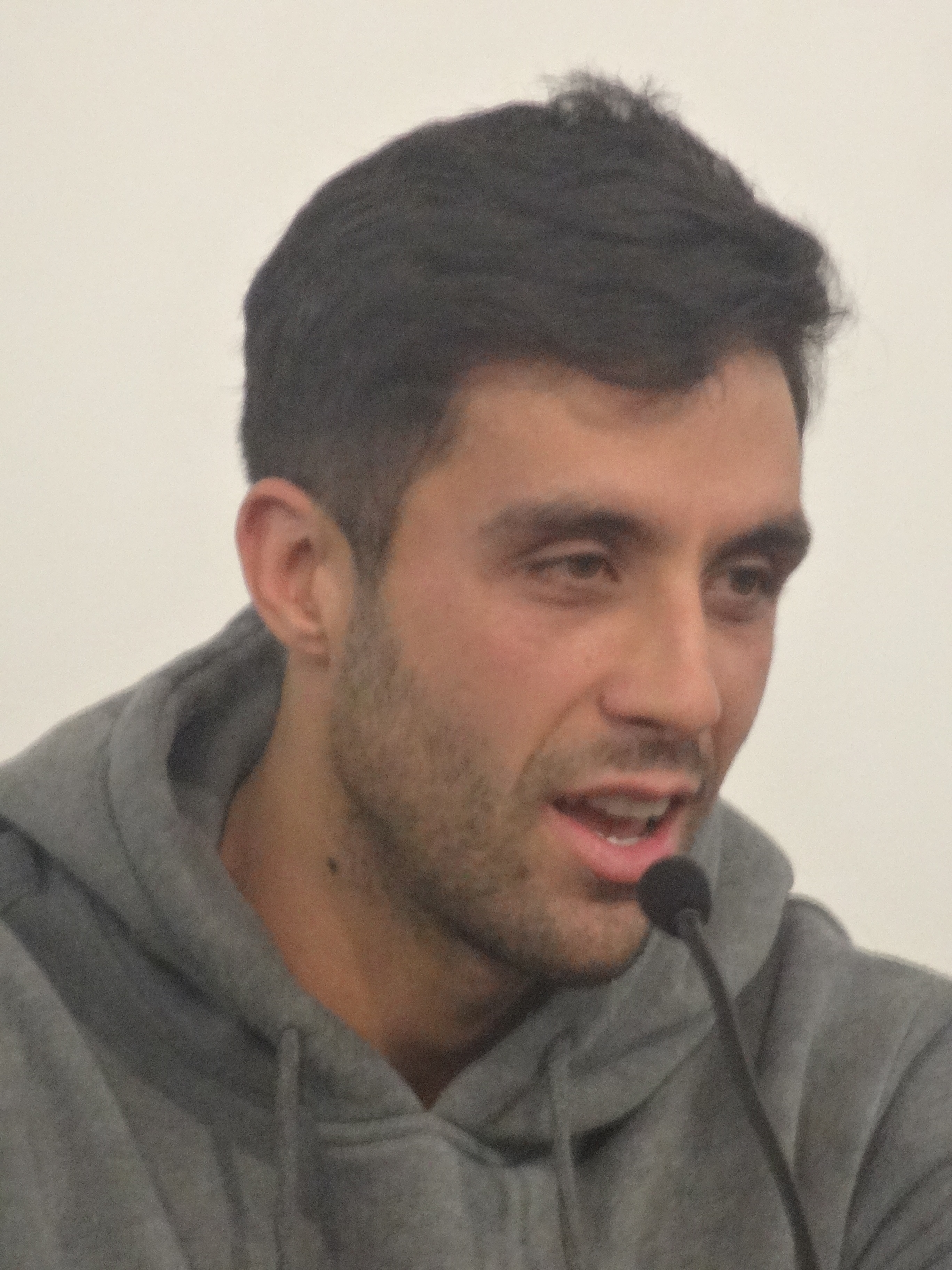

Reinaldo Javier García Mallea, nacido en San Juan de la Frontera (Argentina) el 15 de enero de 1983, es un jugador de hockey sobre patines argentino que actualmente juega en la posición de defensa en el Futbol Club Oporto.

## Trayectoria
Reinaldo García inició en el hockey a patines a los 7 años de edad en el Club Rivadavia de su ciudad natal. Al año siguiente firmó por el Olimpia de San Juan, uno de los equipos más importantes de este deporte en Argentina, donde jugó hasta los 18 años.
En la temporada 2001-02 el FC Puerto portugués se hizo en él y se hizo con sus servicios. Con el club portugués ganó 6 Ligas portuguesas de manera consecutiva entre lo 2002 y el 2007, así como 2 Copas y 3 Supercopas. A nivel continental con el Puerto disputó tres finales de la Copa de Europa consecutivas, perdiéndolas todas (dos frente al FC Barcelona y una frente al AP Follonica Hockey).
En la temporada 2007-08 llegó a Galicia de la mano del H.C. Liceo de La Coruña, club en el que jugó dos temporadas y con el cual no llegó a ganar ningún título, pero tuvo un papel importante que hizo que el FC Barcelona se fijara en él y lo había fichado en la temporada 2009-10 para ocupar la plaza que dejó Miquel Masoliver.
Paralelamente, Reinaldo García también participa de manera habitual en la selección argentina, con la que ganó la Copa América 2008 y consiguió los subcampeonatos del mundo en 2005 y 2009.